# Madenemura stuckenbergi
Madenemura stuckenbergi är en bäcksländeart som beskrevs av Renaud Maurice Adrien Paulian 1959. Madenemura stuckenbergi ingår i släktet Madenemura och familjen Notonemouridae. Inga underarter finns listade i Catalogue of Life.